# Haplocladium microphyllum
Haplocladium microphyllum là một loài Rêu trong họ Thuidiaceae. Loài này được (Hedw.) Broth. mô tả khoa học đầu tiên năm 1907.